# كارل وليامز (ملاكم)
كارل وليامز (بالإنجليزية: Carl Williams)‏ مواليد 11 نوفمبر 1959 في فلوريدا، الولايات المتحدة - الوفاة 7 أبريل 2013، كان ملاكم أمريكي سابق صنّف ضمن فئة الوزن الثقيل.

## إحصائيات
خاض خلال مسيرته 41 نزالا، فاز في 30 ولم يتعادل وخسر في 10. فاز بالضربة القاضية في 21 نزالا.

## روابط خارجية
- كارل وليامز على موقع بوكس ريك (الإنجليزية) (registration required)